# ポルト・レカナーティ
ポルト・レカナーティ（伊: Porto Recanati）は、イタリア共和国マルケ州マチェラータ県にある、人口約12,000人の基礎自治体（コムーネ）。

## 地理

### 位置・広がり
マチェラータ県のコムーネ。県都マチェラータから北東へ23kmの距離にある。

#### 隣接コムーネ
隣接するコムーネは以下の通り。括弧内のANはアンコーナ県所属を示す。
- カステルフィダルド (AN)
- ロレート (AN)
- ヌマーナ (AN)
- ポテンツァ・ピチェーナ
- レカナーティ

### 気候分類・地震分類
ポルト・レカナーティにおけるイタリアの気候分類 (it) および度日は、zona D, 1647 GGである。
また、イタリアの地震リスク階級 (it) では、zona 2 (sismicità media) に分類される。

## 行政

### 分離集落
ポルト・レカナーティには、以下の分離集落（フラツィオーネ）がある。
- Santa Maria in Potenza, Montarice, Scossicci, Europa, Sammarí, Castelnuovo, Centro storico

## 姉妹都市
- クローンベルク・イム・タウヌス、ドイツ
- マル・デル・プラタ、アルゼンチン